# Jan Napora
Jan Napora (ur. 20 marca 1894 w Sokolnikach, zm. 4 sierpnia 1961) – polski hutnik i polityk ruchu ludowego, poseł na Sejm PRL II i III kadencji.

## Życiorys
Syn Stanisława, uzyskał wykształcenie wyższe. Należał do Polskiego Stronnictwa Ludowego „Wyzwolenie”, Stronnictwa Chłopskiego, Niezależnej Partii Chłopskiej i Stronnictwa Ludowego. W latach 1942–1945 był deportowany na roboty przymusowe w Niemczech. Od 1949 był prezesem Powiatowego Komitetu Wykonawczego Zjednoczonego Stronnictwa Ludowego, a od 1955 wiceprezesem Wojewódzkiego Komitetu Wykonawczego ZSL w Katowicach. Z ramienia SL, a następnie ZSL pełnił mandat radnego Powiatowej Rady Narodowej w Gliwicach. Pracował na stanowiskach dyrektora spółdzielni spożywców, prezesa Rady Nadzorczej Powiatowego Związku Gminnych Spółdzielni „Samopomoc Chłopska” oraz dyrektora administracyjnego Instytutu Metali Nieżelaznych.
W 1957 i 1961 uzyskiwał mandat posła na Sejm PRL w okręgu Gliwice. Pracował w Komisji Przemysłu Ciężkiego, Chemicznego i Górnictwa, zmarł w trakcie kadencji.
Został pochowany na Cmentarzu Centralnym w Gliwicach.

## Odznaczenia
- Krzyż Oficerski Orderu Odrodzenia Polski
- Złoty Krzyż Zasługi (1955)[3]
- Medal 10-lecia Polski Ludowej (1955)[1]